# 무스타파 4세
무스타파 4세(오스만 튀르크어: مصطفى رابع, 튀르키예어: IV. Mustafa, 1779년 9월 8일~1808년 11월 17일)는 오스만 제국의 29번째 지배자이자 술탄이다. (재위 1807년 5월 29일~1808년 7월 28일)
1807년 사촌 셀림 3세를 강제로 폐위시키고 1807년 5월 29일 오스만 제국의 술탄의 자리에 올랐는데 그때 그의 나이 29세의 일이었다.
그러나 예니체리 군단들에 의해 1808년 7월 28일 1년 만에 폐위당하고 뒤를 이어 즉위한 마흐무트 2세의 명령으로 살해당했다.